# Благовесник југа Србије (лист)
Благовесник југа Србије је лист који излази од 2012. године у Лесковцу.

## Историјат
Лист Благовесник Југа Србије основан је 2012. године у Лесковцу на иницијативу члана управног одбора мисионарског центра свети краљ Милутин, свештеника Мирослава Јовановића. Идеја овог листа је да мисионарском делатношћу обухвати сваки сегмент човековог друштвеног живота и да му да хришћански тон.Такође је жеља да се покрене хришћанска светосавска снага у народу, како би, преображавајући свако себе појединачно, могли да преобразимо друштво у коме живимо, и учинимо га племенитијим и бољим. Лист излази периодично у 500 примерака.

## Издавач
Друштво пријатеља Хиландара Свети краљ Милутин основано је по Благословима најпре манастира Хиландара а затим и епископа нишког (садашњег патријарха Српског господина Иринеја) 1999. године. 
Друштво пријатеља Хиландара Свети краљ Милутин из Лесковца је неполитичко и нестраначко удружење грађана које има следеће циљеве и задатке: 
-Неговање духовности очување српских споменика културе презентација и популаризација српске културе и српске традиције. 
-Ширење и развијањуе културе и образовање деце омладине и грађана. 
-Обезбеђивање повољних услова за рад Друштва. 
-Развијање и унапређивање издавачке делатности и информисања. 
-Активности од интереса за појединце и друштвену заједницу. 
-Сарадња са С.П.Ц. 
-Стални контакт са манастиром Хиландаром.

## Бројеви и године излажења
До сада је из штампе изашло 10 бројева листа Благовесник југа Србије. Прва четири броја која су изашла у 2012. Години нису била тематска. У 2013. Години изашла су два тематска броја, број 5. Је био посвећен родоначелнику лозе Немањића светом Симеону мироточивом а број 6. Је посвећен миланском едикту. 2014. Године изашла су два тематска броја, број 7. Посвећен је ћириличном писму а број 8. Стогодишњици од избијања првог светског рата. 2015. Године изашао је један тематски број посвећен двестогодишњици од избијања Други српски устанак.|другог српског устанка.]] 2016 изашао је тематски број посвећен нобеловцу Иви Андрићу

## Редакцијски одбор
Чланови редакцијског одбора су: јереј Мирослав Јовановић, који обавља и функцију главног и одговорног уредника. Остали чланови су: Душан Калијадис, мр Предраг Митровић, Братислав Ранђеловић и Драган Аргировић. Од броја 1 до броја 8 члан редакције у својству лектора и заменика гклавног и одговорног уредника био је Живојин Тасић. У бројевима 9 и 10 више нема функције заменика главног и одговорног уредника. Члан редакције у својству лектора у броју 9. Била је Биљана Мичић, професор књижевности. Члан редакције у броју 10. У својству лектора био је Милош Павловић.

## Аутори радова
- Анђелковић Тамара
- Бецић др Иван
- Велићковић Новица
- Вранић Марина
- Дојчиновић Душан
- Додеровић Милан
- Ђекић др Ђорђе
- Ђорђевић Станко
- Ђорђевић Предраг
- Здравковић Слађана
- Илић Саша
- Илић Вања
- Јовановић Зоран
- Јовановић Марија
- Јовановић Мирослав
- Калијадис Душан
- Каранфиловић Мирослав
- Кецмановић Владимир
- Костић мр Љубиша
- Митровић мр Предраг
- Младеновић др Божица
- Мичић Биљана
- Недељковић др Славиша
- Николић Снежана
- Павловић Милош
- Петковић Владимир
- др Предраг Пузовић
- Пурић др Јован
- Ранђеловић Братислав
- Стефановић-Костић Мимица
- Стојанчевић др Владимир
- Трајковић Верољуб
- Чуровић Миленко
- Шмеман др Александар.[5]